# Kipampa
Kipampa è una circoscrizione urbana (urban ward) della Tanzania situata nel distretto urbano di Kigoma-Ujiji, regione di Kigoma. Conta una popolazione di 7 917 abitanti (censimento 2012).